# Иннокентьев, Иван Иванович
Иван Иванович Иннокентьев (21 марта 1957 — 20 января 2022) — русский советский и якутский писатель, прозаик, поэт, драматург и переводчик. Член Союза писателей России с 1992 года. Заслуженный работник культуры Якутии. Лауреат Большой литературной премии России (2012).

## Биография
Родился 21 марта 1957 года в селе Кобяй Кобяйского района Якутской АССР.
С 1975 по 1980 год обучался на отделении журналистики Иркутского государственного университета. С 1980 по 1983 год  работал в должности корреспондента республиканской газеты «Молодёжь Якутии». С 1983 по 1991 год работал в структуре Союза писателей Якутской АССР в должностях уполномоченного и директора Бюро пропаганды художественной литературы. С 1996 года работал в должностях заместителя главного редактора по русскому изданию литературных журналов «Илин» и «Чуораанчык». С  С 1991 по 1996 год — заведующий отделом прозы, с 2000 года — ответственный секретарь и с 2009 года заместитель главного редактора литературно-художественного журнала «Полярная звезда».
Член Союза писателей России с 1992 года и член Правления Союза писателей Якутии. В 1970 году вышли в свет первые поэтические произведения И. И. Иннокентьева опубликованные в якутской районной газете, в 1990 году в Якутском книжном издательстве вышел его первый поэтический сборник «Куст, который грел». В 1987 году в литературно-художественном журнале «Полярная звезда» была опубликована большая подборка рассказов И. И. Инокентьева получившая высокую оценку в «Литературной газете». В дальнейшем из под пера писателя вышли следующие сборники произведений: «Некто и Некий» (1994), «Проклятые воители» (2001), «Свинцовая пушинка» (2005), «Древо» (2007), «Колодезь Познания» (2012), «Тайна» (2014), «Тамбур Тутанхамона» (2015), «Малое избранное» (2017), в 2020 году вышел двухтомный роман «Всё видно с Небес…». Помимо написания литературных произведений Иннокентьев занимается и периодикой, на русский язык переводит произведения известных якутских писателей, в том числе и писателя-фантаста Н. Н. Курилова.
И. И. Иннокентьев занимался и постановкой пьес, по его произведениям в Саха академическом театре имени П. А. Ойунского были поставлены пьесы «Дьай, Дьол, Имэн» (1997) и  «Пророк» (1999). В 2002 году в Нюрбинском государственном передвижном драматическом театре Якутии вышли пьесы «Тринадцать дней творения» (2000), «Трихина» (2002) и «Ким эрэ ким…» (2006). В 2003 году Иннокентьевым в Государственном академическом Русском драматическом театре имени А. С. Пушкина по мотивам произведений П. А. Ойунского была поставлена пьеса «О Соломоне Мудром, Александре Македонском и Весах Мироздания». В 2006 году в Государственном театре юмора и сатиры Якутии вышло его произведение «Таро — добрый странник». В 2011 году в Нерюнгринском театре актёра и куклы вышло его произведение «Древо».
В 2007 году «За заслуги в области журналистики и многолетнюю творческую работу» был удостоен почётного звания Заслуженный работник культуры Якутии. В 2012 году за подготовку и издание серии книг «Поэтические голоса России» Ивану Ивановичу Иннокентьеву  была присуждена Большая литературная премия России, в 2013 году Указом Президента России «За большие заслуги в развитии отечественной  культуры, телерадиовещания, печати и  многолетнюю  плодотворную деятельность» был награждён Медалью Пушкина.

## Награды
- Медаль Пушкина (2013 — «За большие заслуги в развитии отечественной   культуры, телерадиовещания, печати и  многолетнюю  плодотворную деятельность»[10])
- Заслуженный работник культуры Якутии (2007 — «За заслуги в области журналистики и многолетнюю творческую работу»[8])

### Премии
- Большая литературная премия России (2012 — «За подготовку и издание серии книг «Поэтические голоса России»[9])